# Feketepuszta (Románia)
Feketepuszta (románul: Pusta) falu Romániában, Maros megyében. Közigazgatásilag Mezősámsond községhez tartozik.

## Fekvése
A Mezőség délkeleti részén fekszik, Mezősámsondtól 3 km-re északnyugatra.

## Története
1334-ben említik először Feketeluk néven. Lakott településként 1614-ben szerepel utoljára a forrásokban. A 17. század elejére olyannyira elnéptelenedett, hogy területét szétosztották a szomszédos falvak közt, ekkor kapta a puszta jelzőt is. Később a települést románok népesítették be újra.
Régi magyar lakosságának emléke Orbán Balázsnak köszönhetően maradt fenn, aki lejegyezte - a néphagyományban még élő - magyar helyneveket, mint: Harmadvölgy, Istentava, Kisvölgy, Öregvölgy, Verőfény, Rácok dombja, Ceglédtető és Határtető.

## Lakossága
1910-ben 565 lakosa volt, ebből 472 román és 88 magyar. 2002-ben 158 lakosából 157 román, 1 magyar volt.